# Buckenhof
Buckenhof ist eine Gemeinde im mittelfränkischen Landkreis Erlangen-Höchstadt und ein Mitglied der Verwaltungsgemeinschaft Uttenreuth. Sie ist die flächenkleinste Kommune Bayerns.

## Geographie

### Gemeindegliederung
Die Gemeinde besteht nur aus der Gemarkung und dem Gemeindeteil Buckenhof. Die Gemarkung Buckenhof hat eine Fläche von 1,390 km². Sie ist in 1373 Flurstücke aufgeteilt, die eine durchschnittliche Flurstücksfläche von 1012,64 m² haben.

### Nachbargemeinden
Nachbargemeinden sind (im Norden beginnend im Uhrzeigersinn):
Spardorf, Uttenreuth, Erlangen

### Geografische Lage

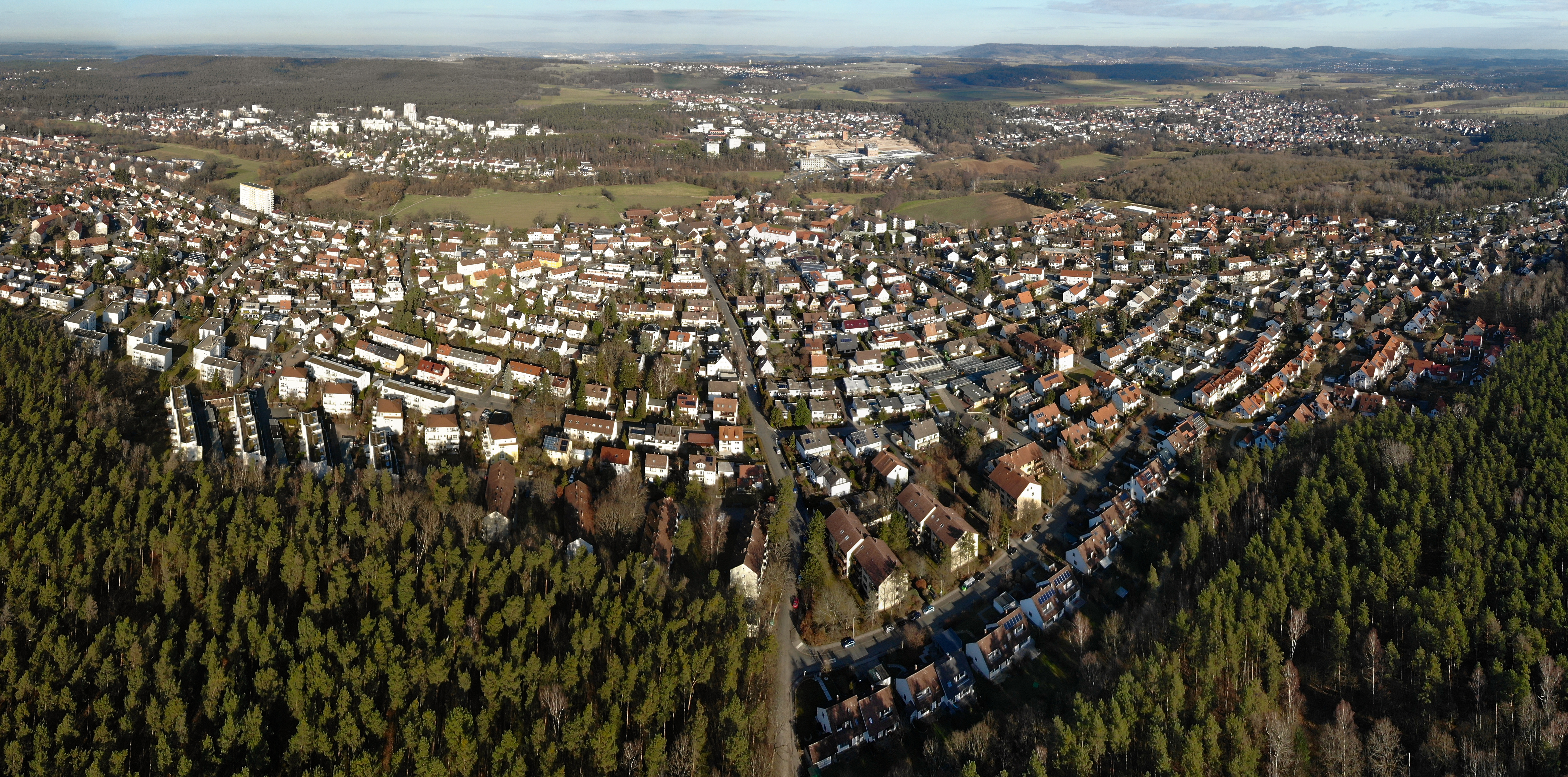
Buckenhof Luftaufnahme (2020)

Die Gemeinde Buckenhof liegt am östlichen Stadtrand von Erlangen und an der Nordseite des Nürnberger Reichswaldes. Sie ist eine beliebte Wohngemeinde im Erlanger Umland und Teil der Metropolregion Nürnberg. Geografisch betrachtet liegt sie im Tal der Schwabach.

## Geschichte

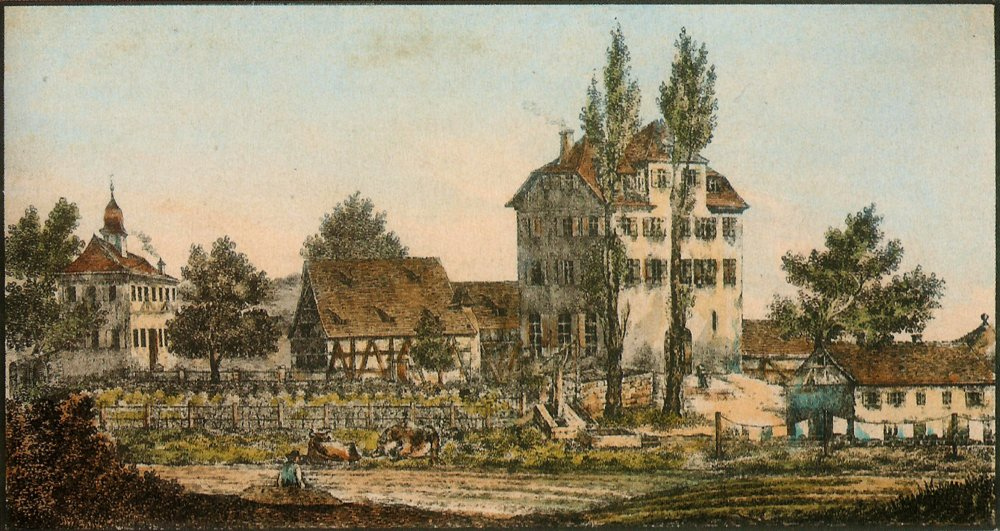
Das Hallerschloss Puckenhof, um 1860

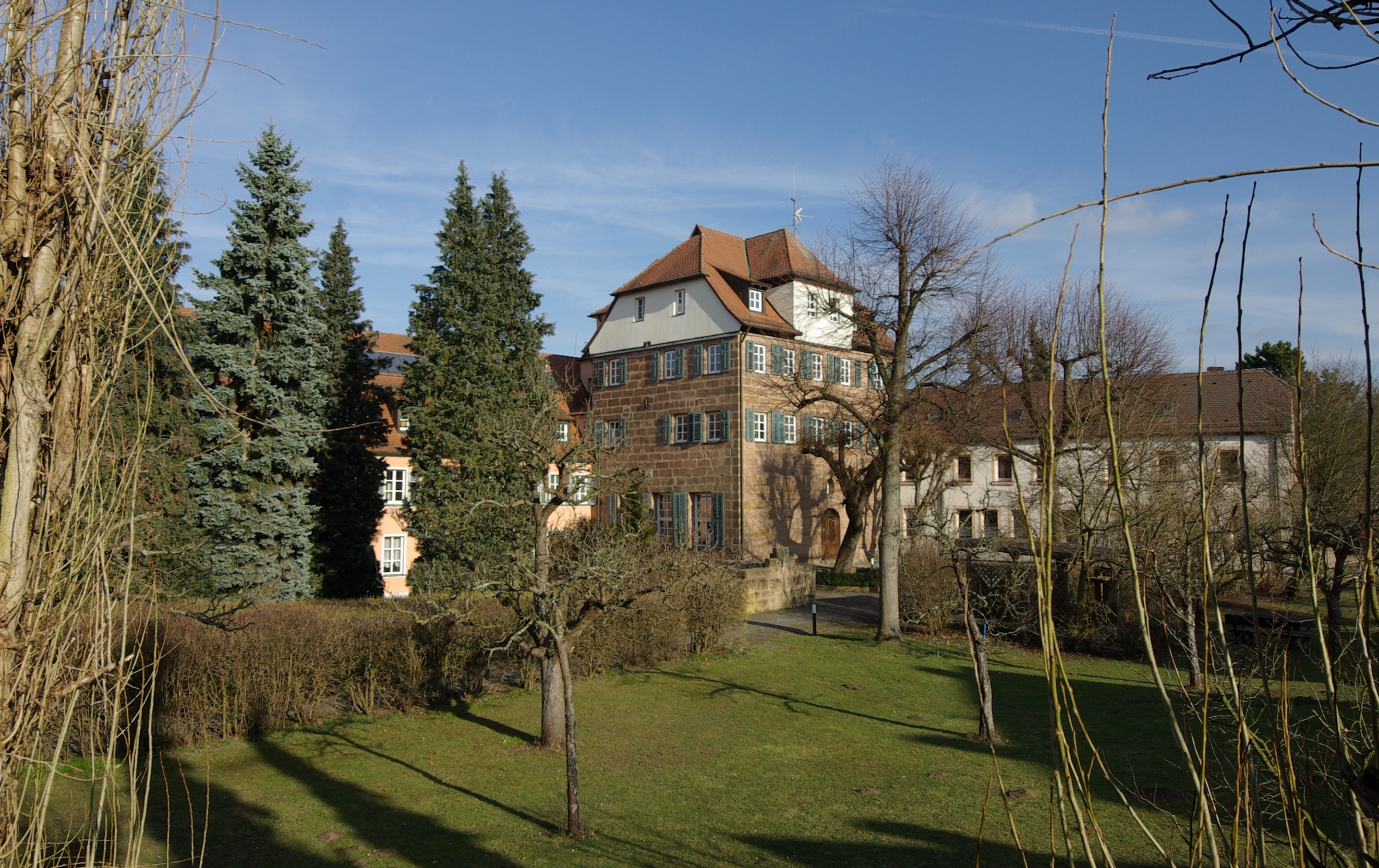
Das Hallerschloss Puckenhof, 2011

### Bis zum 18. Jahrhundert
Entstanden ist Buckenhof als ein Dorf am Rande des Reichswaldes zwischen dem 11. und 12. Jahrhundert. Erstmals urkundlich erwähnt wurde der Ort 1372 als Erbforsthube des Nürnberger Bürgers Hermann Remar, aus der das Schloss Puckenhof hervorging.
Das Gut befand sich von 1462 bis 1487 und 1501 bis 1848 im Besitz der Freiherren von Haller. Im Zweiten Markgrafenkrieg wurden die Gebäude am 29. Mai 1552 von markgräflichen Truppen niedergebrannt. In den Jahren 1564–1567 bauten die Haller das Schloss Puckenhof wieder auf. Seit 1850 ist es ein Jugendheim der Inneren Mission.
Überregionale Aufmerksamkeit erlangte Buckenhof ab 1709 bis etwa 1810 durch eine Heilquelle, die als Gesundbrunnen bekannt wurde. Sie führte zu einem Zustrom Heilungssuchender aus nah und fern. Das Wasser wurde getrunken, zur Zubereitung von Kaffee benutzt oder abgefüllt. Später jedoch versiegte die Quelle fast vollständig. Heute befindet sich an einem Hang unterhalb des Fußballplatzes nur noch ein verwittertes Bauwerk, das mit Gittern geschützt ist. Es liegt an einem Bewässerungsgraben, über den Anfang des 20. Jahrhunderts die Buckenhofer Talaue, die sogenannten Brunnwiesen, bewässert wurde.
1778 wurde durch eine Naturkatastrophe der Wald zwischen Erlangen und Buckenhof entwurzelt.

### 19. und 20. Jahrhundert
Als Teil des seit 1792 preußischen Fürstentums Bayreuth fiel Buckenhof im Frieden von Tilsit 1807 an Frankreich und kam 1810 zu Bayern.
Von 1886 bis 1963 lag Buckenhof an der Bahnstrecke der Sekundärbahn Erlangen-Gräfenberg, an deren Kosenamen Seku der Faschingsverein Seku-Narren mit seinem Namen erinnert.
Von 1923 bis 1928 wurden in Buckenhof Motoren für die Ermag hergestellt, später andere mechanische Erzeugnisse unter dem Firmennamen Siebenkees.

### Bevölkerungsentwicklung
Seit dem 20. Jahrhundert hatte Buckenhof ein rasantes Bevölkerungswachstum von 161 Einwohnern im Jahr 1900, bis im Jahr 2009 mit 3327 Einwohnern ein Höhepunkt erreicht wurde. Buckenhof gehört damit auch zu den am dichtesten besiedelten Gemeinden in Bayern. Die außerordentliche Beliebtheit der Gemeinde spiegelt sich unter anderen in hohen Grundstückspreisen wider. Sie erklärt sich durch die stadtnahe Lage angrenzend an Erlangen und die Einbettung in die Natur am Reichswald und dem Landschaftsschutzgebiet „Talraum der Schwabach“. Selbst die von 1963 bis Februar 1980 betriebene Mülldeponie (der „Müllberg“) der Stadt Erlangen wurde nach Rekultivierung in den Jahren 1980–83 inzwischen zum Naturparadies.
Die Gemeinde ist außerdem seit längerem schuldenfrei.

## Politik
Beherrschendes politisches Thema war über Jahrzehnte die Errichtung einer Ortsumgehung der Orte Buckenhof, Uttenreuth, Weiher und Buckenhofer Siedlung in Erlangen für die Staatsstraße 2240 von Erlangen nach Eschenau. Die von den staatlichen Planungsgremien bevorzugte Straßenführung durch den Sebalder Reichswald sollte hierbei dicht an der Wohnbebauung im Buckenhofer Süden vorbeiführen. Allerdings war bereits im Jahre 2006 der gesamte Nürnberger Reichswald als EU-Vogelschutzgebiet ausgewiesen worden. Im Frühjahr 2011 wurde zudem bekannt, dass die geplante Trassenführung bei Uttenreuth durch ein Gebiet verläuft, in dem mehrere geschützte Arten brüten, beispielsweise die Heidelerche.
Eine Alternativroute, eine nördliche Umgehung des Uttenreuther Gemeindeteils Weiher, hätte ebenfalls an Buckenhof vorbeigeführt. Sie stieß aber bei noch mehr Bürgern, insbesondere auch in Uttenreuth, auf Ablehnung.
Die Planungen wurden daher im Juni 2012 endgültig eingestellt. Im August 2013 wurden jedoch zur Entlastung der Anwohner lärmmindernde Maßnahmen (Flüsterasphalt) an der bisherigen Strecke durchgeführt. Im August/September 2017 wurde auch der restliche Teil der Staatsstraße im Gemeindegebiet mit lärmminderndem Belag versehen.
Ende 2011 wurde dem Gemeindegebiet eine zusätzliche Fläche zugeordnet, die sich auf dem Gelände einer ehemaligen Ziegelei befindet und vorher zur Gemeinde Spardorf gehörte. Die beiden Gemeinden bildeten einen Planungsverband, um die Nahversorgung in beiden Orten zu verbessern. Ende 2018 eröffneten dort 2 neue Supermärkte, ein Drogeriemarkt, eine Bankfiliale sowie eine Bäckereifiliale. Das angrenzende Ärztehaus wurde Anfang 2019 fertig gestellt, später kamen noch eine Apotheke und ein Restaurant hinzu. Bei der Planung legten die Gemeinden Wert auf ein nachhaltiges Energiekonzept durch Nutzung von Erdwärme (über Wärmepumpen) und Photovoltaik.

### Gemeinderat
Die vergangenen Kommunalwahlen führten zu folgenden Sitzverteilungen im Gemeinderat, dazu kommt noch die hauptamtliche Bürgermeisterin:
|      | CSU | SPD | FW | Unabhängige Bürger Buckenhof | Gesamt   |
| 2008 | 3   | 2   | 8  | 3                            | 16 Sitze |
| 2014 | 3   | 2   | 8  | 3                            | 16 Sitze |
| 2020 | 3   | 5   | 4  | 4                            | 16 Sitze |

(Stand: Kommunalwahl am 15. März 2020)

### Bürgermeisterin
Erste Bürgermeisterin ist Astrid Kaiser (SPD). Sie wurde am 15. März 2020 mit 61,6 % der Stimmen gewählt.

### Wappen und Flagge
Wappen
| | Blasonierung: „Unter blauem Schildhaupt gespalten von Rot und Grün, im Ganzen auf den Teilungen belegt mit einem goldenen Kronenkreuz; vorne ein einspringender, schwarz gefüllter silberner Seitensparren, hinten ein silberner Nadelbaum.“ |
| Wappenbegründung: Buckenhof lag im Sebalder Reichswald. Daran erinnert der Nadelbaum im Wappen. Der Sparren ist aus dem Wappen der Nürnberger Patrizierfamilie Haller entnommen, die seit 1463 im Besitz der Forsthube in Buckenhof war. Das Kronenkreuz ist das Symbol der Inneren Mission und weist auf die heutige Verwendung des Schlosses als Jugendheim hin. Die Gemeinde führt das Wappen seit 1969. | |

Flagge
Die Gemeindeflagge ist gelb-blau-weiß.

## Bau- und Bodendenkmäler
- Schloss Puckenhof

## Freizeit- und Sportanlagen
Sportplatz, Tennisplatz, zwei Rodelhügel, Kegelbahn, Halfpipe, Aquariumsanlage des Vereins „Toxotes“

## Verkehr

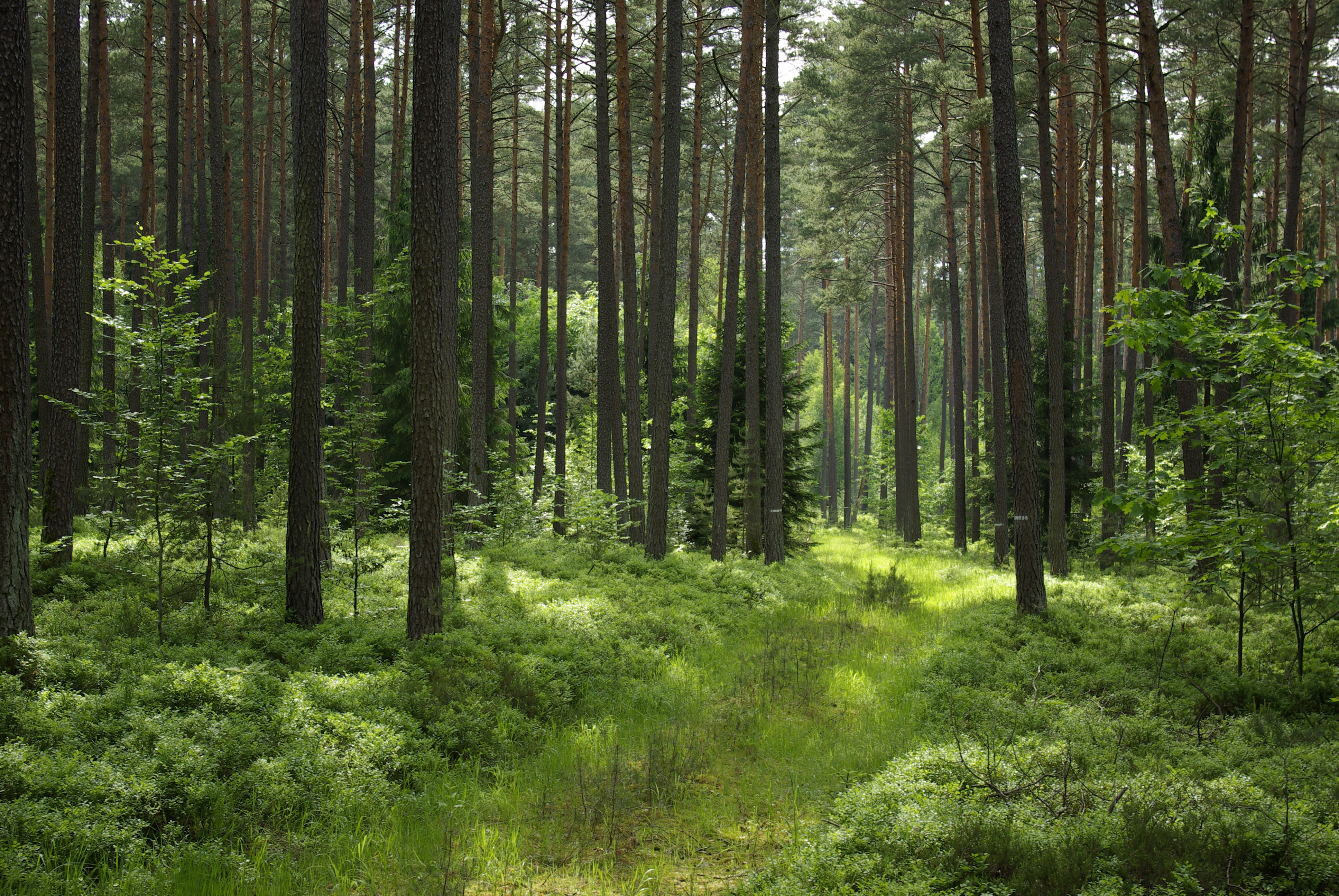
Buckenhofer Forst

Buckenhof ist durch die Staatsstraße 2240 mit Erlangen und den Nachbargemeinden Spardorf und Uttenreuth verbunden. Lange Zeit war eine Umgehungsstraße durch den nahegelegenen Buckenhofer Forst geplant, die jedoch aufgrund von Brutstätten geschützter Arten auf der geplanten Trasse verworfen wurde.
Buckenhof ist durch die Buslinien 285 und 280 der Erlanger Stadtwerke sowie die Linien 208, 209 und 210 der OVF an den VGN angeschlossen. Innerhalb des Ortes gibt es ein auf die Linie 285 abgestimmtes Linienbedarfstaxi.
Bis 1963 hatte Buckenhof Anbindung an die Sekundärbahn Erlangen–Gräfenberg; die Strecke wurde stillgelegt [s. o.]. Es gibt Planungen zur Neuerrichtung einer Stadt-Umland-Bahn, welche die Orte Nürnberg, Erlangen und Herzogenaurach miteinander verbinden soll. Ein ursprünglich angedachter Ostast über Buckenhof bis Uttenreuth durfte nach einem Bürgerentscheid im April 2015 im Landkreises Erlangen-Höchstadt auf Kreisebene zunächst nicht weiter geplant werden. Inzwischen gibt es aber ein  „landkreisübergreifendes interkommunales Bündnis Ostachse Stadt-Umland-Bahn“ (LIBOS) mit 14 beteiligten Gemeinden. Der Ostast soll (wie die frühere Bahnstrecke) auch durch den Landkreis Forchheim verlaufen.

## Persönlichkeiten
- Ernst Schwarz (* 19. Juni 1895; † 14. April 1983), Historiker und Germanist, Professor an der Deutschen Universität Prag und der Friedrich-Alexander-Universität Erlangen-Nürnberg, Gründungsmitglied des Collegium Carolinum in München
- Karl Steinbauer (* 2. September 1906; † 6. Februar 1988), evangelisch-lutherischer Theologe und Mitglied der Bekennenden Kirche